# Komplex útfelújítási program
A Komplex útfelújítási program a Magyarország területén levő közutak felújítását célzó fejlesztési program.

## Útfelújítások 2016-ban
A Komplex útfelújítási program keretében 2016-ban 568 kilométer hosszan újítottak fel közutakat 69 milliárd forintból. 444 kilométer első vagy másodrendű közút és 124 kilométer alsóbbrendű közút került felújításra. 2016-ban 172 beruházás került kivitelezésre.
2016-ban a legtöbb utat Szabolcs-Szatmár-Bereg megyében és Borsod-Abaúj-Zemplén megyében újították fel a program keretében.

## Politika
A Komplex útfelújítási program keretében felújításra került a 6212-es út Agárd és Zichyújfalu közötti, rossz minőségű ám forgalmas szakasza, amelynek felújítása médiavisszhangot váltott ki a kormánykritikus sajtótól, mert a 6212-es út felújított szakaszáról lehet lefordulni a Bikavölgyi útra, ahol abban az időben L. Simon László családi vállalkozása működött.